# Epigalokatehin galat
Epigalokatehin galat (EGCG, epigalokatehin-3-galat) je estar epigalokatehina i galne kiseline. On je forma katehina.
EGCG je najzastupljeniji katehin u čaju i potentan je antioksidans, koji može da ima terapeutske primene u tretmanu mnogih poremećaja (npr. kancera). On je prisutan u zelenom čaju, ali se ne nalazi u crnom čaju, jer se tokom proizvodnje crnog čaja katehini konvertuju u teaflavine i tearubigine. Na visokoj temperaturi može da dođe do epimerizacije. Izlaganje ključaloj vodi tokom 30 minuta dovodi samo do 12,4% redukcije totalne količine EGCG-a, dok je izgubljenja količina tokom tratkotrajnog izlaganja neznatna.